# Ritterella rete
Ritterella rete är en sjöpungsart som beskrevs av Monniot 1991. Ritterella rete ingår i släktet Ritterella och familjen klumpsjöpungar. Inga underarter finns listade i Catalogue of Life.